# Tiếng Kikai
Tiếng Kikai (しまゆみた Shimayumita) được nói trên Đảo Kikai, tỉnh Kagoshima của phía Tây Nam Nhật Bản. Nó được tranh luận cho dù đó là một cụm phương ngữ duy nhất. Bất kể, tất cả các phương ngữ Kikai là thành viên của ngôn ngữ Amami, tiếng Okinawa, là một phần của ngữ hệ Nhật Bản.